# Teresa Tuszyńska

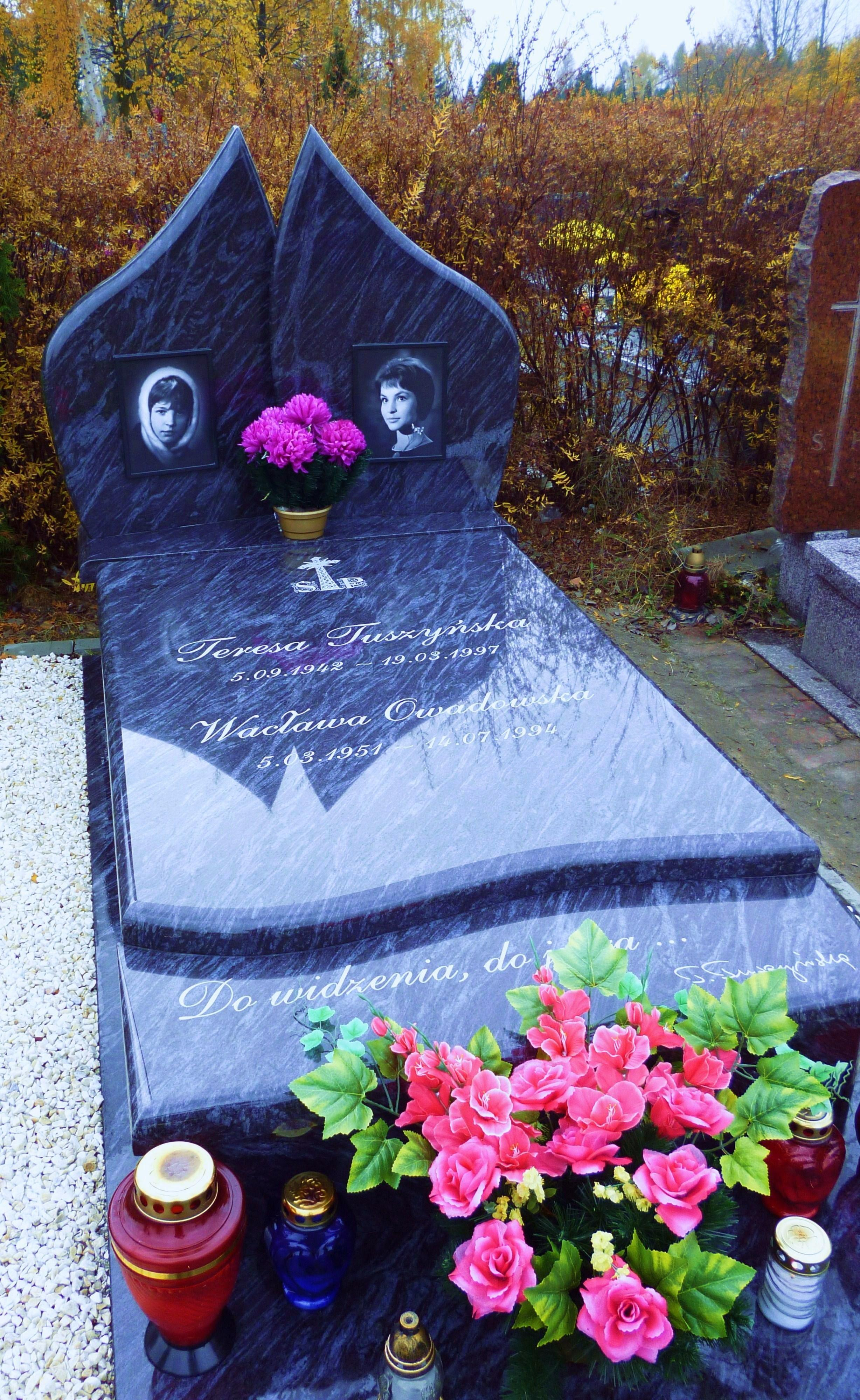
Grób Teresy Tuszyńskiej na Cmentarzu Północnym w Warszawie, kwatera O-I-13, rząd 4, grób 55.

Teresa Janina Tuszyńska (ur. 5 września 1942 w Warszawie, zm. 19 marca 1997 tamże) – polska aktorka niezawodowa i modelka.

## Życiorys

### Wczesne lata
Urodziła się 5 września 1942 w mieszkaniu przy ul. Bolecha 21, Warszawa-Wola. Pochodziła z zamożnej, rzemieślniczej rodziny Antoniego Tuszyńskiego i jego żony Janiny z domu Gontarek. Jej ojciec był masarzem, a matka zajmowała się domem. Miała starszego o dwa lata brata Bogdana i młodszą o dziewięć lat siostrę Wacławę (1951–1994), a także dwóch najstarszych braci, którzy zmarli niedługo po narodzinach. Została ochrzczona 13 września 1942.
Okres wojny spędziła z rodziną w Dziarnowie, następnie wróciła do Warszawy. Przez półtora roku uczyła się w szkole z internatem prowadzonej przez zakonnice z Warszawy-Wawra. W 1957 roku rozpoczęła naukę w Państwowym Liceum Techniki Teatralnej przy ul. Miodowej w Warszawie, z którego rok później została relegowana, ale nie – wbrew powszechnej opinii – przez publikację jej zdjęć w czasopiśmie Kobieta i Życie, tylko przez nagminne nieobecności w szkole.

### Kariera zawodowa
Szesnastolatkę dostrzegł na zabawie karnawałowej w studenckim klubie Stodoła Andrzej Wiernicki, fotograf wówczas pracujący dla Expressu Wieczornego. A.Wiernicki zaproponował jej udział w sesji zdjęciowej oraz przyczynił się do publikacji jej fotografii na okładce Kobiety i Życia. W 1958 r. wygrała konkurs Film szuka młodych aktorek zorganizowany przez tygodnik Przekrój. W nagrodę mogła zagrać epizodyczną rolę w filmie Jana Rybkowskiego Ostatni strzał, jednak – mimo podpisanej umowy –  nie wystąpiła w nim, ponieważ nagle opuściła plan zdjęciowy.
W 1959 roku zadebiutowała główną rolą żeńską (Anny) w filmie Jerzego Zarzyckiego Biały niedźwiedź, jednak za występ zebrała chłodne recenzje. Do historii polskiego kina lat 60 XX w. przeszła dzięki wychwalanej przez krytyków roli Margueritte w Do widzenia, do jutra. W kolejnych latach wystąpiła m.in. w filmach: Drugi człowiek, Tarpany, Rozwodów nie będzie, Cała naprzód (zagrała pięć różnych postaci) i Poczmistrz. Zagrała także główne role w niewyświetlanych w Polsce czechosłowackich filmach Kieszonkowcy i Praskie noce. Wzięła także udział w zdjęciach próbnych do filmów Niewinni czarodzieje i Dziś w nocy umrze miasto. W 1970 r. zagrała matkę w dramacie Kto wierzy w bociany?, który był jej ostatnim filmem w karierze. Nie zdobyła wykształcenia aktorskiego i grała amatorsko.
Równolegle z karierą aktorską kontynuowała działalność w modelingu. Na początku lat 60 XX w. była najpopularniejszą modelką Mody Polskiej Jadwigi Grabowskiej. Portretowali ją najwybitniejsi polscy fotografowie, m.in. Wojciech Plewiński lub Tadeusz Rolke. Jej zdjęcia ukazywały się na okładkach czasopism: Ekran, Film, Kino, Wiadomości filmowe, Przekrój, Filipinka, Dookoła Świata, Panorama, Panorama Północy, Uroda, Ty i Ja, Zwierciadło i Żyjmy Dłużej. Karierę w modelingu zakończyła niedługo po premierze filmu Do widzenia, do jutra. W marcu 1963 r.  jej portret autorstwa Marca Riboud ukazał się na okładce amerykańskiego opiniotwórczego czasopisma Show poświęconego sztuce.
Od końca lat 50 XX w. zmagała się z alkoholizmem, co poskutkowało wyrzuceniem jej z Mody Polskiej w połowie lat 60 XX w. i bojkotem w środowisku aktorskim. W kwietniu 1964 r. została skazana na rok więzienia i karę grzywny za napaść na milicjanta (będąc pijaną), kary nie wykonano.

## Życie prywatne
Pozostawała w nieformalnym związku z Tusikiem Strumiłłą i aktorem Adamem Pawlikowskim. W 1961 poślubiła plastyka, Jana Rafała Floriana Zamoyskiego, z którym rozwiodła się już w następnym roku. W 1962 wyszła za aktora dubbingu i reżysera dźwięku Włodzimierza Kozłowskiego, z którym rozwiodła się w 1972. W 1990 wzięła ślub z robotnikiem Janem Perzyną.
W latach 90 XX w. pogłębił się alkoholizm, brała udział w regularnych, kilkudniowych libacjach alkoholowych. Mocno zaniedbała wygląd, miała problemy finansowe. Zmarła 19 marca 1997 r., najprawdopodobniej na skutek wylewu krwi do mózgu lub zawału serca. Została pochowana na cmentarzu komunalnym Północnym w Warszawie.

## Upamiętnienie
19 września 2013 r. premierę miała książka biograficzna pt. „Tetetka. Wspomnienia o Teresie Tuszyńskiej”, powstała na podstawie filmu biograficznego Teresa Tuszyńska Movie w reżyserii Mirosława J. Nowika.
W 2017 r. Telewizja Polska zrealizowała o niej pełnometrażowy film biograficzny autorstwa Andrzeja Ciecierskiego Dziewczyna z ekranu.

## Filmografia
- 1958: Ostatni strzał – wczasowiczka
- 1959: Biały niedźwiedź – Ania, córka profesora
- 1960: Do widzenia, do jutra – Margueritte, córka francuskiego konsula
- 1961: Drugi człowiek – Krystyna, ajentka zakładu rzemieślniczego w Sopocie
- 1961: Tarpany – Basia, zootechniczka
- 1963: Rozwodów nie będzie – Joanna Kaliszewska, studentka ASP
- 1966: Cała naprzód – milcząca dziewczyna oraz aktorka Gloria, tancerka Dolores, podróżniczka Sabina i Wanda ze Skarżyska, ósma żona ekscelencji
- 1967: Poczmistrz – Dunia, córka poczmistrza
- 1967: Vreckári (Kieszonkowcy) – Stella
- 1968: Pražské noci – Chlebové střevíčky (Praskie noce, nowela Chlebowe trzewiczki) – hrabianka
- 1970: Kto wierzy w bociany? – Teresa Nowina, matka Filipa
- 1973: Die Schlüssel (Klucze) – inżynierowa Kędzierska